# Firestarter (2022)
Firestarter ist ein US-amerikanischer Science-Fiction-Thriller von Keith Thomas aus dem Jahr 2022. Der Film lief am 13. Mai 2022 in den US-Kinos an und wurde am gleichen Tag in das Programm des Streaminganbieters Peacock aufgenommen. In Deutschland startete er bereits einen Tag zuvor. Es handelt sich um die Neuverfilmung des gleichnamigen Romans von Stephen King, der bereits 1984 unter dem Titel Der Feuerteufel ins Kino kam.

## Handlung
In einer Rückblende sitzt die kleine Charlene „Charlie“ McGee in ihrem Kinderbett und setzt mit ihren pyrokinetischen Kräften das Zimmer in Brand, was ihren Vater Andrew „Andy“ McGee in Panik versetzt. In einer weiteren Rückblende sprechen der junge Andy und seine Freundin Victoria „Vicky“ Tomlinson während einer klinischen Studie mit einem Arzt. Dieser erklärt ihnen, dass ihnen die experimentelle Chemikalie Lot-6 injiziert wird, welche ihnen unwissentlich übernatürliche Kräfte verleiht: Andy erhält Telepathie und Vicky Telekinese.
In der Gegenwart sitzt Charlie nach einem Albtraum am Küchentisch. Ihre Eltern kommen hinzu und Charlie erklärt, dass sie etwas Schlimmes unterdrückt habe – ihre Kräfte werden immer instabiler. In der Schule sorgt sie ungewollt für Aufruhr, als sie aus Wut über Mobbing eine Toilettenkabine in die Luft sprengt. Andy wird gezeigt, wie er seine Fähigkeit „The Push“ einsetzt, um einen Kunden vom Rauchen abzubringen – doch der Einsatz ist für ihn kräftezehrend und seine Augen beginnen, zu bluten.
Währenddessen überwacht Captain Jane Hollister, Leiterin des „Department of Scientific Intelligence“ (DSI), in einer geheimen Einrichtung die Wärmesignaturen, die durch Charlies Ausbrüche verursacht werden. Sie besucht Dr. Joseph Wanless, den Schöpfer von Lot-6 und der daraus entstandenen Supermenschen, der sie anfleht, Charlie zu eliminieren, bevor ihre Kräfte außer Kontrolle geraten. Hollister beauftragt den ebenfalls übernatürlich begabten John Rainbird mit dem Auftrag dazu. Rainbird sucht das Haus der McGees auf und stellt Vicky, die sich mit ihren unterdrückten telekinetischen Kräften zu wehren versucht. Rainbird tötet sie und hält Charlie mit einem Messer in Schach, als diese mit Andy das Haus betritt. Doch Charlies Kräfte überwältigen ihn und sie löst eine gewaltige Feuerexplosion im Haus aus. Andy und Charlie fliehen in ihrem Lastwagen.
Auf ihrer Flucht begegnen sie einem Mann namens Irv Manders. Andy nutzt die Gelegenheit, um Irv zu überreden, sie nach Boston mitzunehmen, woraufhin Irv sie mitnimmt und bei sich zu Hause übernachten lässt. Als Charlie versehentlich Irvs gelähmte Frau trifft, wird Irv wütend, beruhigt sich aber schließlich und gibt zu, dass er manchmal überreagiert. In der Nacht sieht Irv eine Nachrichtensendung über den Vorfall im Haus der McGees, in der Andy als Mörder dargestellt wird. Er streitet sich mit Andy, bis dieser ihm erklärt, dass er nur seine Tochter beschützen wolle. Charlie erzählt Irv, nachdem sie telepathisch mit seiner Frau gesprochen hat, dass sie ihm den Unfall, der sie gelähmt hat, verziehen habe. Irv zeigt daraufhin Mitgefühl und will Andy und Charlie beschützen, als aufgrund seines vorherigen Notrufs die Polizei eintrifft. Rainbird taucht aus dem Gebüsch auf, tötet die Polizisten und verletzt Irv, bevor schwarze Lieferwagen vorfahren und Andy und Charlie mitnehmen. Andy nutzt seine Fähigkeit, um Rainbird zu täuschen, so dass Charlie in einen nahe gelegenen Wald fliehen kann.
Charlie verbringt dort Zeit damit, ihre Feuerkräfte zu trainieren. Dann stiehlt sie ein Fahrrad und Kleidung, um dem telepathischen Hilferuf ihres Vaters zu folgen. Sie findet das Gebäude, nimmt einem Agenten die Zugangskarte ab und tötet ihn, als er sie mit einer Waffe angreifen will. Sie findet ihren Vater, der gefangen gehalten wird. Vor der Glaszelle trifft sie auf Hollister, die ihr droht, ihren Vater zu verbrennen, wenn sie sie angreifen sollte. Andy erklärt Charlie, dass nicht er, sondern Rainbird sie gerufen habe. Da er keinen anderen Ausweg sieht und weiß, dass er sterben wird, entschuldigt er sich bei ihr und bedroht sie mit seiner Fähigkeit, das ganze Gebäude niederzubrennen – beginnend mit Hollister und ihm selbst. Charlie, die nun auf sich allein gestellt ist, zündet beide an, öffnet mental alle Sicherheitstüren und durchquert das Gebäude, wobei sie alle DSI-Agenten tötet. Auch Rainbird wird befreit, als sich seine Zelle öffnet.
Charlie wird schließlich von Männern in Schutzanzügen umzingelt, gegen die ihre Kräfte wirkungslos sind. Als sie überwältigt werden soll, tötet Rainbird die Männer von hinten. Er ergibt sich Charlie und kniet vor ihr nieder, bereit für ihr Urteil. Charlie will ihn zunächst töten, doch dann sieht sie sich im Spiegel und erkennt, dass auch er nur eine Spielfigur war – wie sie selbst. Sie verschont ihn und setzt schließlich den Rest der Einrichtung in Brand. Später sieht man Charlie einen Strand entlang gehen, hinter ihr Rainbird. Da sie kein Zuhause mehr hat, lässt sie sich von ihm tragen, und gemeinsam verschwinden sie in der Nacht.

## Produktion
Bei dem Film handelt es sich um die Verfilmung des gleichnamigen Romans von Stephen King, der in einer deutschen Übersetzung unter dem Titel Feuerkind veröffentlicht wurde.
Im Frühjahr 2017 kündigten Universal Pictures und Blumhouse Productions ein Reboot von Firestarter an, mit Akiva Goldsman als Regisseur. Im Sommer 2018 wurde jedoch Fatih Akin als Regisseur bekanntgegeben, und dass Scott Teems das Drehbuch verfassen wird. Ende 2019 wurde Fatih Akin durch Keith Thomas ersetzt, da man bei Blumhouse von dessen Regie bei The Vigil überzeugt war. Als Produzenten fungieren Akiva Goldsman und Jason Blum.
Die Dreharbeiten begannen am 25. Mai 2021 in Toronto bzw. Hamilton (Ontario) und endeten am 16. Juli. Als Kameramann fungierte Karim Hussain.
Die Filmmusik komponierten John Carpenter, sein Sohn Cody Carpenter und Daniel Davies. Gemeinsam hatten sie bereits die Musik für Halloween, Halloween Kills und Halloween Ends komponiert. Das Soundtrack-Album mit insgesamt 17 Musikstücken wurde am Freitag, den 13. Mai 2022 von Back Lot Music als Download veröffentlicht.
Ebenfalls am 13. Mai 2022 kam der Film in die US-Kinos und wurde in das Programm von Peacock aufgenommen. Am gleichen Tag erfolgte ein Kinostart in verschiedenen europäischen Ländern. In Deutschland erfolgte der Start bereits am Tag zuvor.

## Rezeption

### Altersfreigabe
In den USA erhielt der Film von der MPAA ein R-Rating, was einer Freigabe ab 17 Jahren entspricht. In Deutschland wurde der Film von der FSK ab 16 Jahren freigegeben. In der Freigabebegründung heißt es, die Spannungs- und Actionszenen wiesen zahlreiche bedrohliche Momente und teils drastische Darstellungen von Verletzungen und Tötungen auf. Jugendliche ab 16 Jahren seien jedoch auf der Basis ihrer bereits gesammelten Medienerfahrung in der Lage, diese Aspekte in den Genrekontext einzuordnen, und die deutliche Fiktionalität des Geschehens und ruhige, harmonische Passagen sorgten ebenfalls dafür, dass diese Altersgruppe den Film ohne Beeinträchtigung verarbeiten kann.

### Kritiken
Laut Rotten Tomatoes erhielt der Film zu 90 % negative Kritiken. Die deutschsprachige Genre-Publikation Neon Zombie hielt fest, dass es „dem Werk in bestimmten Momenten an inszenatorischer und dramaturgischer Raffinesse fehl[e]“. Die modernisierte Neuverfilmung sei „der Inbegriff des Midnight-Movies“, die nicht nur „markante Chiffren des 1980er-Jahre-Horrors zelebriert, sondern durch seine kompakte Erzählweise, […], im Zeitalter der ‚unendlichen Geschichten‘ eine packende, in sich abgeschlossene Schauer-Mär darstellt“.

### Auszeichnungen
Goldene Himbeere 2023
- Nominierung als Schlechteste Neuverfilmung oder billigster Abklatsch[16]

Eine weitere Nominierung für Ryan Kiera Armstrong wurde nach Kritik daran, ein Kind zu nominieren, zurückgezogen.

## Synchronisation
Die deutsche Synchronisation entstand nach einem Dialogbuch und der Dialogregie von Nico Sablik im Auftrag der RC Production Kunze & Wunder GmbH & Co. KG in Berlin.
| Darsteller           | Synchronsprecher         | Rolle              |
| -------------------- | ------------------------ | ------------------ |
| Vas Saranga          | Nico Sablik              | Agent Jules        |
| Zac Efron            | Daniel Schlauch          | Andy McGee         |
| Gloria Reuben        | Claudia Urbschat-Mingues | Captain Hollister  |
| Ryan Kiera Armstrong | Ellis Drews              | Charlie McGee      |
| Hannan Younis        | Giovanna Winterfeldt     | Darla Gurney       |
| Kurtwood Smith       | Kaspar Eichel            | Dr. Joseph Wanless |
| Gavin MacIver-Wright | Thoralf Theusner         | Gavin              |
| John Beasley         | Uli Krohm                | Irv Manders        |
| Tina Jung            | Alice Bauer              | Ms. Gardner        |
| Michael Greyeyes     | Johannes Berenz          | Rainbird           |
| Danny Waugh          | Matti Klemm              | Sheriff Perry      |
| Sydney Lemmon        | Julia Kaufmann           | Vicky McGee        |